# Seznam dílů seriálu Krypton
Toto je seznam dílů seriálu Krypton. Americký dramatický televizní seriál Krypton byl vysílán v letech 2018–2019 na stanici Syfy. Celkem vzniklo ve dvou řadách 20 dílů.

## Přehled řad
| Řada | Díly | Premiéra v USA  | Premiéra v USA  | Premiéra v ČR     | Premiéra v ČR  |
| Řada | Díly | První díl       | Poslední díl    | První díl         | Poslední díl   |
| ---- | ---- | --------------- | --------------- | ----------------- | -------------- |
| 1    | 10   | 21. března 2018 | 23. května 2018 | 19. června 2018   | 21. srpna 2018 |
| 2    | 10   | 12. června 2019 | 14. srpna 2019  | 16. července 2019 | 17. září 2019  |

## Seznam dílů

### První řada (2018)
| Č. v seriálu | Č. v řadě | Původní název           | Režie                           | Scénář                                        | Premiéra v USA  | Premiéra v ČR     | Sledovanost v USA (v milionech diváků) |
| ------------ | --------- | ----------------------- | ------------------------------- | --------------------------------------------- | --------------- | ----------------- | -------------------------------------- |
| 1            | 1         | Pilot                   | Ciaran Donnelly a Colm McCarthy | David S. Goyer a Ian Goldberg                 | 21. března 2018 | 19. června 2018   | 1,32                                   |
| 2            | 2         | House of El             | Ciaran Donnelly                 | Cameron Welsh                                 | 28. března 2018 | 26. června 2018   | 1,07                                   |
| 3            | 3         | The Rankless Initiative | Steve Shill                     | Nadria Tucker                                 | 4. dubna 2018   | 3. července 2018  | 0,95                                   |
| 4            | 4         | The Word of Rao         | Keith Boak                      | Luke Kalteux                                  | 11. dubna 2018  | 10. července 2018 | 0,87                                   |
| 5            | 5         | House of Zod            | Julius Ramsey                   | Lina Patel                                    | 18. dubna 2018  | 17. července 2018 | 0,72                                   |
| 6            | 6         | Civil Wars              | Kate Dennis                     | Doris Egan                                    | 25. dubna 2018  | 24. července 2018 | 0,60                                   |
| 7            | 7         | Transformation          | Metin Hüseyin                   | David Paul Francis                            | 2. května 2018  | 31. července 2018 | 0,63                                   |
| 8            | 8         | Savage Night            | Marc Roskin                     | David Kob                                     | 9. května 2018  | 7. srpna 2018     | 0,53                                   |
| 9            | 9         | Hope                    | Lukas Ettlin                    | Chad Fiveash a James Stoteraux                | 16. května 2018 | 14. srpna 2018    | 0,61                                   |
| 10           | 10        | The Phantom Zone        | Ciaran Donnelly                 | Chad Fiveash, James Stoteraux a Cameron Welsh | 23. května 2018 | 21. srpna 2018    | 0,56                                   |

### Druhá řada (2019)
| Č. v seriálu | Č. v řadě | Původní název           | Režie         | Scénář                                                    | Premiéra v USA    | Premiéra v ČR     | Sledovanost v USA (v milionech diváků) |
| ------------ | --------- | ----------------------- | ------------- | --------------------------------------------------------- | ----------------- | ----------------- | -------------------------------------- |
| 11           | 1         | Light-Years From Home   | Marc Roskin   | David S. Goyer a Cameron Welsh                            | 12. června 2019   | 16. července 2019 | 0,48                                   |
| 12           | 2         | Ghost in the Fire       | Marc Roskin   | Kiersten Van Horne                                        | 19. června 2019   | 23. července 2019 | 0,43                                   |
| 13           | 3         | Will to Power           | Julius Ramsay | Lina Patel                                                | 26. června 2019   | 30. července 2019 | 0,49                                   |
| 14           | 4         | Danger Close            | Julius Ramsay | Luke Kalteux                                              | 3. července 2019  | 6. srpna 2019     | 0,45                                   |
| 15           | 5         | A Better Yesterday      | Metin Hüseyin | David Kob                                                 | 10. července 2019 | 13. srpna 2019    | 0,38                                   |
| 16           | 6         | In Zod We Trust         | Metin Hüseyin | Nadria Tucker                                             | 17. července 2019 | 20. srpna 2019    | 0,37                                   |
| 17           | 7         | Zods and Monsters       | Erica Watson  | Joel Anderson Thompson                                    | 24. července 2019 | 27. srpna 2019    | 0,46                                   |
| 18           | 8         | Mercy                   | Clare Kilner  | Katie Aldrin                                              | 31. července 2019 | 3. září 2019      | 0,38                                   |
| 19           | 9         | Blood Moon              | Cameron Welsh | David Paul Francis                                        | 7. srpna 2019     | 10. září 2019     | 0,29                                   |
| 20           | 10        | The Alpha and the Omega | Ruba Nadda    | námět: Cameron Welsh scénář: Luke Kalteux a Cameron Welsh | 14. srpna 2019    | 17. září 2019     | 0,35                                   |